# Emily Meade
Emily Meade (10 de janeiro de 1989) é uma atriz americana de TV e cinema. Ela é mais conhecida por interpretar Pearl em Boardwalk Empire e Ella em Fringe.

## Carreira
Em 1997, quando tinha sete anos de idade, ela cantou Up, over, through and under (Sottosopra) no festival italiano Zecchino d'Oro. A canção venceu o prêmio Zecchino d'Argento de melhor canção em língua que não o italiano.
Ela foi escolhida para um papel potencialmente recorrente como a futura agente novata do FBI Ella Dunham na série americana de ficção científica Fringe. Sua primeira participação na série foi no episódio final da terceira temporada.
Em 2018, por conta da série The Deuce, que retrata o submundo do sexo na Nova York dos anos 1970, atuando no papel de uma prostituta que vira uma estrela de filmes pornôs, a atriz Emily Meade pediu aos executivos da HBO uma pessoa no set para ajudá-la nas cenas de maior exposição. Eles, então, contrataram Alicia Rodes, ex-dublê e também coreógrafa de luta que, em 2016, fundara a Intimacy Directors International, uma organização criada para estabelecer diretrizes sobre cenas de sexo no teatro e em produções audiovisuais. A parceria deu tão certo que Alicia virou consultora da HBO e acabou formando outras profissionais, uma vez que a prática se espalhou na concorrência, fazendo a demanda explodir.

## Filmografia
| Ano  | Filme                                    | Papel           | Notas            |
| ---- | ---------------------------------------- | --------------- | ---------------- |
| 2006 | The House Is Burning                     | Anne            | Filme de estreia |
| 2008 | Assassination of a High School President | Tiffany Ashwood |                  |
| 2009 | Back                                     | Shannon Miles   | Filme para a TV  |
| 2010 | I Will Follow You Into the Dark          | The Girl        | Curta-metragem   |
| 2010 | Twelve                                   | Jessica Brayson |                  |
| 2010 | Burning Palms                            | Chloe Marx      |                  |
| 2010 | My Soul to Take                          | Fang            |                  |
| 2011 | Silver Tongues                           | Rachel          |                  |
| 2011 | Trespass                                 | Kendra          |                  |
| 2011 | Sin Bin                                  | Suzie           |                  |
| 2014 | That Awkward Moment                      | Christy         |                  |
| 2016 | Money Monster                            | Molly           |                  |
| 2016 | Nerve                                    | Sydney          |                  |

| Ano  | Título                            | Papel                     | Notas       |
| ---- | --------------------------------- | ------------------------- | ----------- |
| 2008 | Law & Order: Special Victims Unit | Anna                      | 1 episódio  |
| 2010 | Law & Order                       | Amanda Evans/Bonnie Jones | 1 episódio  |
| 2010 | Boardwalk Empire                  | Pearl                     | 2 episódios |
| 2011 | Fringe                            | Ella                      | 1 episódio  |
| 2014 | The Leftovers                     | Aimee                     |             |
| 2018 | The Deuce                         | Lori Madison              |             |